# Bakbűzű sallangvirág
A bakbűzű sallangvirág vagy mediterrán sallangvirág (Himantoglossum hircinum) a kosborfélék (Orchidaceae) családján belül a sallangvirág (Himantoglossum) nemzetségbe tartozó növényfaj.

## Etimológia
Különleges nevét onnan kapta, hogy virágai a bakkecskékét meglepően hűen idéző szagot árasztanak; erre utal a latin fajnévben a "hircinum" jelző is, mely kecskét jelent.

## Előfordulása
Másodlagos gyepekben, gyümölcsösökben, cserjésekben, homokdűnéken, általában másodlagos, enyhe zavarásnak kitett élőhelyeken lehet megtalálni. Elterjedési területe atlantikus Európára korlátozódik; Dél-Angliától Spanyolországig, Németországtól Dél-Franciaországig terjed; Szicíliában és Dél-Olaszországban maradvány (reliktum) előfordulása ismert. Magyarországon nem honos.

## Jellemzői
Lágy szárú, évelő növény. Viszonylag nagy termetű európai orchidea, 50–90 cm magasra nő meg, ám igen nehezen vehető észre. Szürkészöld tőlevelei hosszúkásak, fényesek, sima felszínűek, hegyes levélcsúcsban végződnek. A tőlevelek a május-júliusi virágzás idejére elszáradnak. A szárlevelek szórt állásúak, kisebbek és keskenyebbek. A zöld lepellevelek sisakot formálnak, a sokvirágú füzérben növő virágot kicsiny, lehajló sarkantyú és hosszúkás, sallangos murvalevelek kísérik. Két oldalsó karéj övezi mélyen lecsüngő, bíborral futtatott, csavarodó szalagra emlékeztető, 3–5 cm-es mézajkát. A virág látványa mellett átható, kellemetlen szagával vonzza a megporzást végző legyeket. Termése sokmagvú toktermés, mely három rekeszre tagolódik.